# Zetesima lasia
Zetesima lasia är en fjärilsart som beskrevs av Walsingham 1912. Zetesima lasia ingår i släktet Zetesima och familjen plattmalar. Inga underarter finns listade i Catalogue of Life.